# Lepisorus eilophyllus
Lepisorus eilophyllus är en stensöteväxtart som först beskrevs av Friedrich Ludwig Diels, och fick sitt nu gällande namn av Ren-Chang Ching. Lepisorus eilophyllus ingår i släktet Lepisorus och familjen Polypodiaceae. Inga underarter finns listade.